# Dům U České orlice
Dům U České orlice či Bubnovský dům je řadový městský dům čp. 567/I, postavený v novogotickém stylu s hlavním průčelím obráceným do Ovocném trhu 15, s dvorním křídlem obráceným do Celetné ulice 30, s adresou 110 00 v Praze 1 na Starém Městě. 
Od roku 1958 je chráněn jako kulturní památka.

## Historie
Výstavbu domu zadal roku 1896 pražský lékař Čeněk Klika (* 1865) s manželkou Matyldou jako zhotovení rodinného bytového domu s lékařskou ordinací na místě staré jednopatrové stavby, která v 17. století patřila hraběcí rodině z Bubna a Litic, jež ji dala přestavět v barokním slohu a po ní se tradičně nazývala. Byla stržena v rámci asanace staré Prahy. 
Návrh stavby vypracoval česko-rakouský architekt Friedrich Ohmann, tehdy již profesor pražské Uměleckoprůmyslové školy. Ohmannovy plány provedla firma arch. Quida Bělského, dokončena byla roku 1897. Bělský pak ještě v roce 1907 provedl vlastní úpravy domu. Autorem sgrafitové výzdoby na obou fasádách byl malíř Mikoláš Aleš.

## Popis

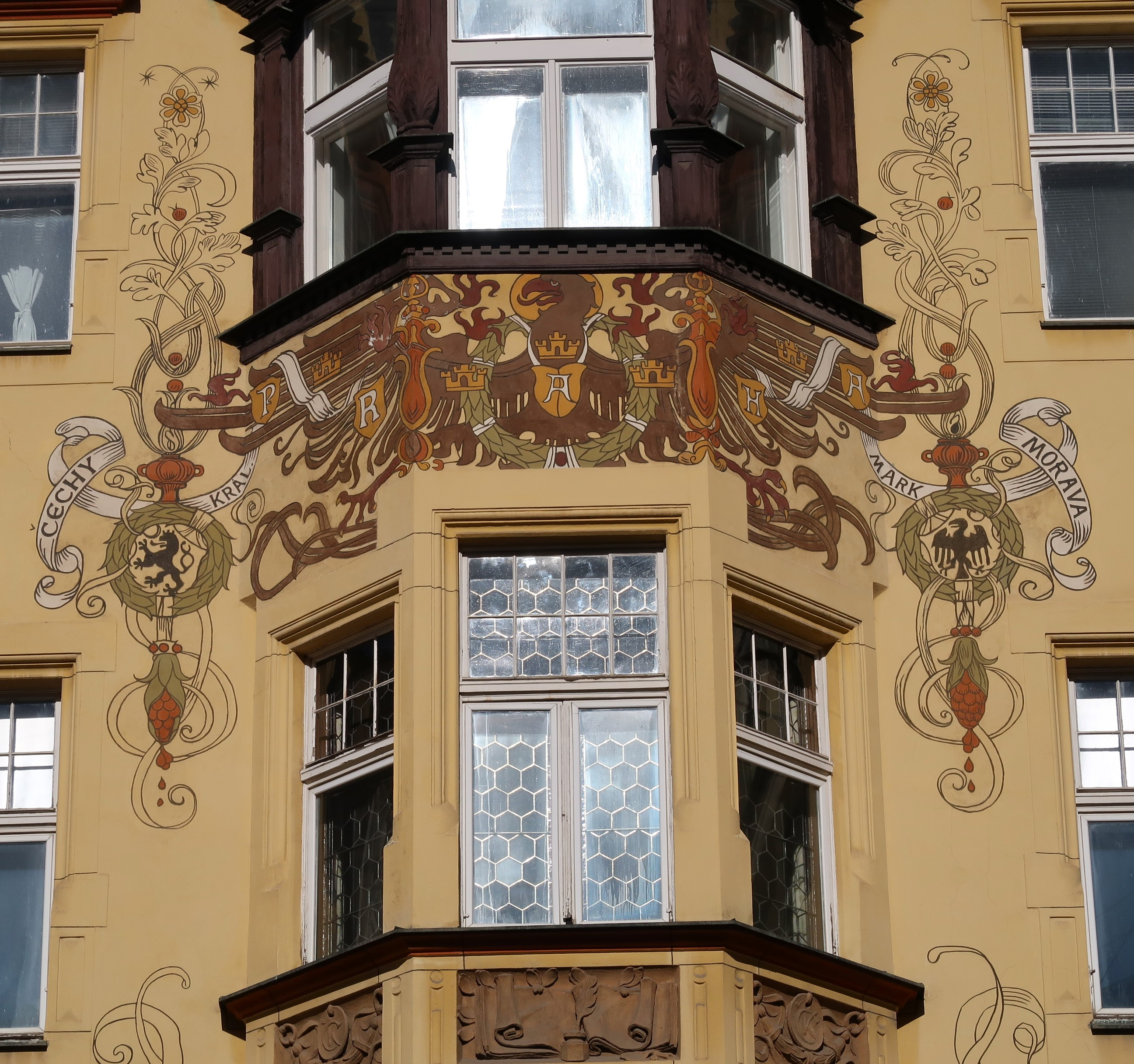
Fasáda arkýře: heraldika

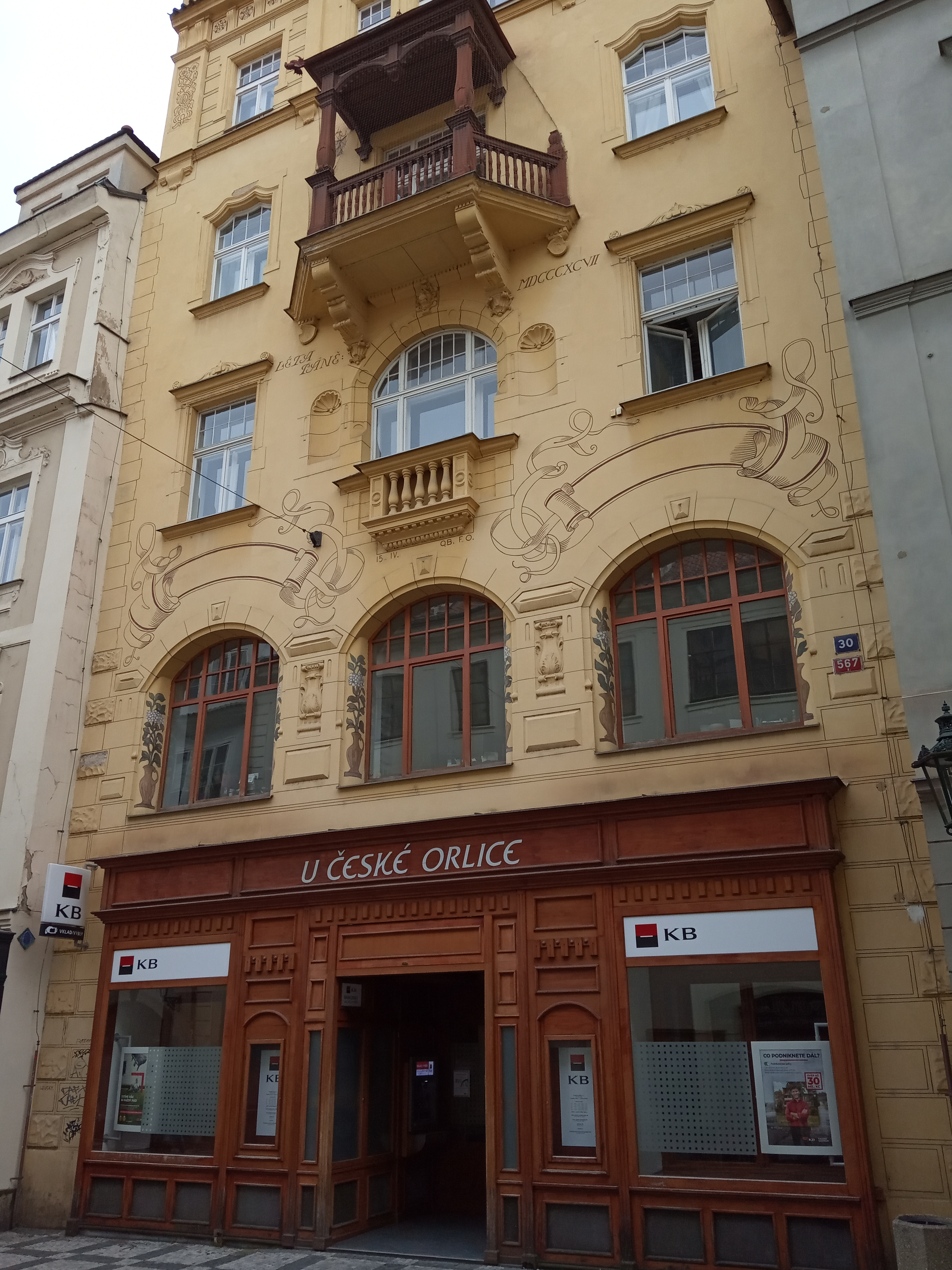
Zadní fasáda do Celetné ulice 30

Původně čtyřpodlažní dům je vystavěn v eklektickém stylu, který kombinuje prvky novogotiky s českou novorenesancí. V ose hlavní fasády stavby vede dvoupatrový arkýř zakončený zdobenou střechou, příčně k sedlové střeše je pak umístěn členěný novogotický štít. Fasádu arkýře na Ovocném trhu vyzdobil Mikoláš Aleš svéráznou heraldickou sestavou: uprostřed je hnědá rozkřídlená orlice s vavřínovým věncem na krku a nápisem PRAHA na štítkách, po pravici má českého dvoouocasého lva a po levici moravskou orlici. (Název domu U české orlice by se měl vztahovat k černé plamenné orlici svatováclavské). Nad tím je na římse nápis: Mír a štěstí buď pod touto střechou s letopočtem 1897, zapsaným římskými číslicemi. Arkýř je nesený polopostavou chlapce se štítem, na němž jsou iniciály majitele domu ČK, na nápisových páskách po jeho stranách jsou jména: architekt Fridrich Ohmann a stavitel Quido Bělský. 
Přízemní prostor na Ovocném trhu slouží jako prodejna starožitností (2024).
Druhé průčelí se obrací do Celetné ulice, má shodné číslo popisné 567/I a orientační číslo 30. Jeho fasáda je jednodušší, převážně plochá s novogotickými prvky. Zvýrazňuje ji pouze dřevěný balkón s dřevěnou stříškou ve třetím poschodí a lineárně naznačený dekor s prázdnými nápisovými páskami. Novodobé výkladce byly při poslední rekonstrukci vyměněny za dřevěné podle původního projektového plánu. V přízemí sídlí Komerční banka.

## Společnost v domě
- Dům rodiny Klikových často navštěvovali přátelé, mj. prof. MUDr. Antonín Heveroch (který tam také pobýval) nebo architekt Jan Kotěra.
- Dr. Klika se roku 1911 stal spoluzakladatelem českého skautingu a prvním vedoucím skautského oddílu v Česku, zformovaného ze studentů žižkovské reálky. Jedna z místností Klikova bytu pak sloužila jako skautská klubovna.

Dům se nachází v soukromém vlastnictví (2022).